# Assassinat del prefecte Claude Érignac
L'assassinat del prefecte Claude Erignac va tenir lloc al carrer Colonna-d'Ornano (Ajaccio) el 6 de febrer de 1998 a les 21 h 05'. Fou abatut per tres bales de calibre 9mm al clatell. L'arma del crim, una Beretta, havia estat utilitzada el 6 de setembre de 1997 en la presa d'ostatges de dos gendarmes a Pietrosella.

## La investigació
La instrucció fou confiada als jutges Gilbert Thiel i Laurence Le Vert. Algunes hores més tard, la policia interrogà tres joves d'origen magrebí, que foren alliberats en pocs dies. El 9 de febrer de 1998 es produí una reivindicació anònima, credibilitzada per la indicació de l'origen de l'arma trobada al lloc del crim. El mateix dia, els investigadors de la DNAT donen prioritat a la pista agrícola i arresten Marcel Lorenzoni, militant nacionalista a qui en un registre domiciliari hi troben armes i explosius. Aquesta pista serà considerada creïble fins un any després i Mathieu Filidori, un altre agricultor i militant nacionalista, fou arrestat el 19 de maig de 1999 per complicitat en l'assassinat. Nogensmenys, Filidori fou alliberat el 8 de juny i Lorenzoni el 6 d'agost.
El 21 i 22 de maig de 1999 la DNAT arrestà Didier Maranelli, Pierre Alessandri, Marcel Istria i Alain Ferrandi, així com cinc persones més. Els membres del comando foren localitzats gràcies a l'ajut dels mòbils. La nit del 22 al 23, Didier Maranelli va donar el nom de tres membres més del comando, i assenyalà Yvan Colonna com l'assassí del prefecte. El dia 23 la policia va detenir Joseph Versini i Martin Ottavioni, però Yvan Colonna assolí escapar.
El 16 de novembre de 1998 el nou prefecte Bernard Bonnet va enviar al procurador de la República, Jean-Pierre Dintilhac, una nota revelant la implicació de Ferrandi a l'assassinat, a les que seguiran noves notes el 10 de desembre i el 8 de febrer de 1999, on prenen les declaracions d'un informador proper al món nacionalista, segons el prefecte. Aquestes notes, però, no foren tingudes en compte pel director de la DNAT, Roger Marion, ja que feien referència a dos mestres, però arran de l'arrest de Bonnet el 3 de maig a causa de l'afer de les paillotes les va fer públiques. Aleshores, Jean-Louis Brugière fou acusat de no informar als seus companys de l'existència de les notes, que al final foren decisives.
Així, el 30 de maig de 1999 fou arrestat Vincent Andriuzzi, i el 2 de desembre ho fou Jean Castela; aquests eren els dos noms, amb Ferrandi, de les notes de Bonnet. Són dos mestres considerats intel·lectuals de la xarxa i acusats de complicitat en assassinat. Foren condemnats per la Cort de París per la mort del prefecte i per altres fets. El 2 d'agost de 2001 la investigació es va tancar, i el cas d'Yvan Colonna, encara en fuga, fou ajornat.

## El procés
El 2 de juny de 2003 foren jutjats a París vuit individus acusats de ser membres del comando que assassinà el prefecte a Còrsega. El divendres 11 de juliol de 2003 la cort es pronuncià i condemnà: 
- Alain Ferrandi i Pierre Alessandri, cadena perpètua
- Jean Castela i Vincent Andreuzzi, 30 anys de presó
- Joseph Versini, Marcel Istria, Martin Ottaviani i Didier Maranelli, entre 15 i 25 anys de presó

El 19 de juliol milers de manifestants a Ajaccio contra els veredictes, el 20 de juliol dues bombes exploten a Niça, amb 16 ferits, pel FLNC, el 2 i 3 agost de 2003 les 22e Jornades Internacionals de Corte se celebren i de nit és destrossada una placa en memòria del prefecte (el 16 d'octubre Nicolas Sarkozy, aleshores ministre d'interior, n'inaugura una altra). El 26 d'agost és arrestat Marc Simeoni, fill d'Edmond, acusat d'haver ajudat a fugir Yvan Colonna.
El 23 de febrer de 2006 es revisa el cas de Castela i Andriuzzi, ja que es considera que les declaracions que els van condemnar eren contradictòries. Finalment, són condemnats a 10 i 8 anys respectivament per atemptats amb explosius a París i Lozere el 1994. El 21 de març, però, foren alliberats.

## El cas Colonna
El 4 de juliol de 2003, després de 4 anys fugit, Yvan Colonna fou arrestat i enviat a la Cort Especial de París per «assassinat en relació amb una organització terrorista», i jutjat el 12 de novembre de 2007. Després de cinc setmanes d'un procés considerat equitatiu pels seus advocats, el 13 de desembre fou condemnat a presó perpètua en primera instància. Els seus advocats han apel·lat la sentència, apel·lació que encara està per resoldre.